# Biblia Hebraica Quinta
Die Biblia Hebraica Quinta (Abkürzung BHQ) ist eine neue textkritische Edition der hebräischen Bibel (Biblia Hebraica).
Sie erscheint seit 2004 in einzelnen Lieferungen und gibt diplomatisch den Text des Codex Leningradensis (ML) von 1008 wieder, einschließlich dessen Masora parva und Masora magna.
Außerdem enthält sie einen textkritischen Apparat. Dessen Sprache ist Englisch, im Unterschied zu den Vorgängereditionen, in denen Latein als Apparatsprache diente. Zitierte Textvarianten aus dem Hebräischen, Aramäischen, Griechischen und erstmals auch aus dem Syrischen werden in den Originalsprachen und -schriften geboten. Der textkritische Apparat enthält erstmals auch alle nicht-orthographischen Varianten der Schriftrollen von Qumran und aus der Judäischen Wüste. Außerdem enthält er Hinweise auf die vermutlich ursprüngliche Lesart (wenn die vom masoretischen Text abweicht, wird am Ende des Apparateintrags ein Korrekturvorschlag gemacht).
Eine allgemeine Einführung (in Englisch, Deutsch und Spanisch) sowie zwei Abbildungen, die den Aufbau einer Seite und des Apparats veranschaulichen, sind der zuerst erschienenen Lieferung vorangestellt.
Jede Lieferung enthält darüber hinaus, jeweils in englischer Sprache, eine Einleitung zu den Textzeugen des jeweiligen biblischen Buches, Anmerkungen zur Masora parva, Anmerkungen zur Masora magna sowie einen Kommentar zum textkritischen Apparat.
Bis 2023 erschienen neun von insgesamt 20 Lieferungen („Faszikeln“). Nach dem vollständigen Erscheinen soll es eine Studienausgabe in zwei Bänden geben, wobei im ersten Band „Bibeltext, Masora und kritischer Apparat sowie die Einleitung in die Gesamtausgabe, ferner die Sigeln, Zeichen und Abkürzungen“ stehen werden, „während der zweite Band die Einleitungen in die einzelnen Bücher, den Text- und Masora-Kommentar sowie die Übersetzung der Masora Magna“ enthalten soll.
Es handelt sich um ein internationales ökumenisches Projekt unter Beteiligung von katholischen und protestantischen Christen sowie Juden unter der Gesamtleitung der Deutschen Bibelgesellschaft. Die Herausgeberkommission besteht aus Adrian Schenker (Vorsitzender, Freiburg/Schweiz), Innocent Himbaza (Freiburg/Schweiz),  Arie van der Kooij (Leiden), David Marcus (New York), Craig Morrison (Rom),  Gerard J. Norton (Dublin), Martin Rösel (Rostock) und Rolf Schäfer (Stuttgart). Frühere Mitglieder des Herausgeberkomitees waren Yohanan A. P. Goldman (Freiburg/Schweiz), Carmel McCarthy (1943–2022, Dublin), Stephen Pisano (1946–2019, Rom), Jan de Waard (1931–2016, Straßburg) und Richard D. Weis (1949–2020, Lexington/Kentucky).

## Bände
| Nummer | Band                               | Deutsche Entsprechung              | Herausgeber | Erscheinungsjahr       |
| ------ | ---------------------------------- | ---------------------------------- | --- | ---------------------- |
| 1      | Genesis                            | 1. Mose (Genesis)                  | Abraham Tal (Tel Aviv)                                                                                                  | 2016                   |
| 2      | Exodus                             | 2. Mose (Exodus)                   | Peter Schwagmeier (Zürich)                                                                                              | in Vorbereitung        |
| 3      | Leviticus                          | 3. Mose (Levitikus)                | Innocent Himbaza (Freiburg/Schweiz)                                                                                     | 2020                   |
| 4      | Numbers                            | 4. Mose (Numeri)                   | Martin Rösel (Rostock)                                                                                                  | in Vorbereitung (2026) |
| 5      | Deuteronomy                        | 5. Mose (Deuteronomium)            | Carmel McCarthy (Dublin)                                                                                                | 2007                   |
| 6      | Joshua                             | Josua                              | Seppo Sipilae (Helsinki), Cornelis G. den Hertog (Magstadt) und Pierre Casetti (Bern)                                   | in Vorbereitung        |
| 7      | Judges                             | Richter                            | Natalio Fernández Marcos (Madrid)                                                                                       | 2011                   |
| 8      | Samuel                             | Samuel                             | Stephen Pisano (Rom), Craig E. Morrison (Rom), Leonardo Pessoa da Silva Pinto (Rom) und Claudio Balzaretti (Rom)        | in Vorbereitung        |
| 9      | Kings                              | Könige                             | Adrian Schenker (Freiburg/Schweiz), Carmel McCarthy (Dublin), Łukasz Popko (Jerusalem) und Stephen D. Ryan (Washington) | in Vorbereitung        |
| 10     | Isaiah                             | Jesaja                             | Arie van der Kooij (Leiden) und Mirjam van der Vorm-Croughs (Haarlem)                                                   | in Vorbereitung        |
| 11     | Jeremiah                           | Jeremia                            | Richard D. Weis (Lexington) und Miika Tucker (Helsinki)                                                                 | in Vorbereitung        |
| 12     | Ezekiel                            | Hesekiel                           | Johan Lust (Löwen) | in Vorbereitung (2025) |
| 13     | Twelve Prophets                    | Zwölfprophetenbuch                 | Anthony Gelston (Durham)                                                                                                | 2010                   |
| 14     | Chronicles                         | Chronik                            | Zipora Talshir (Beʾer Scheva)                                                                                           | in Vorbereitung        |
| 15     | Psalms                             | Psalmen                            | Gerard J. Norton (Dublin)                                                                                               | in Vorbereitung        |
| 16     | Job                                | Hiob                               | Robert Althann (Rom) | 2024                   |
| 17     | Proverbs                           | Sprüche                            | Jan de Waard (Straßburg)                                                                                                | 2008                   |
| 18     | General Introduction and Megilloth | Allgemeine Einführung und Megillot | | 2004                   |
| (18)   | Ruth                               | Rut                                | Jan de Waard (Straßburg)                                                                                                | 2004                   |
| (18)   | Canticles                          | Hoheslied                          | Piet B. Dirksen (Leiden)                                                                                                | 2004                   |
| (18)   | Qoheleth                           | Prediger                           | Yohanan A. P. Goldman (Freiburg/Schweiz)                                                                                | 2004                   |
| (18)   | Lamentations                       | Klagelieder Jeremias               | Rolf Schäfer (Stuttgart)                                                                                                | 2004                   |
| (18)   | Esther                             | Ester                              | Magne Sæbø (Oslo) | 2004                   |
| 19     | Daniel                             | Daniel                             | Augustinus Gianto (Rom) und Marco Settembrini (Bologna)                                                                 | in Vorbereitung        |
| 20     | Ezra and Nehemiah                  | Esra und Nehemia                   | David Marcus (New York)                                                                                                 | 2006                   |